# Lagoa das Furnas
Lagoa das Furnas is een kratermeer in vulkaan Furnas bij de plaats Furnas in de gemeente Povoação op het eiland São Miguel, deel van de Azoren.
Het meer ligt op een hoogte van 280 meter, heeft een oppervlakte van 193 hectare en een maximale diepte van 15 meter. Het wordt omgeven door endemische vegetatie. In het meer zwemmen karper, forel, baars, snoek en snoekbaars.
Aan de noordoever van het meer ligt een veld met caldeira's, kokende zwavel- en ijzerhoudende thermale bronnen. Daar wordt het kokende water in gaten in de grond gebruikt om cozido das caldeiras te bereiden, een traditionele Portugese stoofpot van vlees of vis, aardappelen en groenten, die hier in een pan enkele uren wordt gekookt.
Aan de zuidoever van het meer staat de kapel van Onze-Lieve-Vrouw van de Overwinningen. Deze kapel is gebouwd als mausoleum voor de intellectueel José do Canto en werd ingewijd op 15 augustus 1886.
Aan de zuidoever bevindt zich ook het Centro de Monitorização e Investigação das Furnas (Monitoring en Onderzoekscentrum van Furnas) dat zich bezighoudt met  herstel van de waterkwaliteit en het ecosysteem van het meer.